# コスモス772号
コスモス772号（Kosmos 772、ロシア語: Космос 772）は、軍事目的のソユーズ7K-Sの無人試験飛行である。ミッションは失敗に終わった。

## ミッション情報
- 宇宙船:ソユーズ7K-S
- 質量:6,750kg
- 乗組員:なし
- 打上げ:1975年9月29日
- 着陸:1975年10月3日 04:10 UTC
- 近点:154km
- 遠点:245km
- 軌道傾斜角:51.8°
- 期間:3.99日

## 軌道変更
- 193km×270km → 195km×300km デルタV:8m/s
- 196km×300km → 196km×328km デルタV:8m/s

デルタV合計:16m/s